# Vepris polymorpha
Vepris polymorpha är en vinruteväxtart som beskrevs av Joseph Marie Henry Alfred Perrier de la Bâthie. Vepris polymorpha ingår i släktet Vepris och familjen vinruteväxter. Inga underarter finns listade i Catalogue of Life.